# Relacja symetryczna
Relacja symetryczna – relacja dwuargumentowa (dwuczłonowa), która jest równa relacji do siebie odwrotnej.
Formalnie relację dwuczłonową {\displaystyle \rho \subseteq X\times X} nazywa się symetryczną, gdy:
{\displaystyle (x,y)\in \rho \implies (y,x)\in \rho } dla każdych {\displaystyle x,y\in X.}
W powyższej definicji można też zamienić implikację {\displaystyle \implies } na równoważność {\displaystyle \Longleftrightarrow .}

## Relacja przeciwsymetryczna
Relację dwuczłonową {\displaystyle \rho \subseteq X\times X} nazywa się przeciwsymetryczną lub asymetryczną, gdy warunki {\displaystyle (x,y)\in \rho } oraz {\displaystyle (y,x)\in \rho } wykluczają się nawzajem dla każdych dwóch elementów {\displaystyle x,y\in X.} Inaczej jest to taka relacja, że
{\displaystyle (x,y)\in \rho \implies (y,x)\notin \rho } dla każdych {\displaystyle x,y\in X.}

## Relacja antysymetryczna
Relację dwuczłonową {\displaystyle \rho \subseteq X\times X} nazywa się antysymetryczną lub nawpółprzeciw symetryczną, gdy dla każdych dwóch elementów {\displaystyle x,y\in X} z koniunkcji warunków {\displaystyle (x,y)\in \rho } i {\displaystyle (y,x)\in \rho } wynika równość {\displaystyle x=y.} Inaczej jest to taka relacja, że
{\displaystyle \left((x,y)\in \rho \land (y,x)\in \rho \right)\implies x=y} dla każdych {\displaystyle x,y\in X.}

## Przykłady
Relacje symetryczne w matematyce:
- każda relacja równoważności, np. równość elementów zbioru,
- relacje między prostymi, półprostymi i odcinkami: równoległość, przecinanie się, prostopadłość,
- relacje między kątami: kąty przyległe, kąty dopełniające się, kąty wierzchołkowe, kąty naprzemianległe,
- relacje między okręgami: rozłączność (w szczególności współśrodkowość, in. koncentryczność), styczność (dwóch rodzajów) albo przecinanie (także dwóch rodzajów),
- relacje między figurami: przystawanie, podobieństwo,
- relacje między zbiorami: rozłączność, przecinanie się i równoliczność;
- relacja między grupami i innymi strukturami algebraicznymi: izomorfizm,
- relacja między przestrzeniami topologicznymi: homeomorfizm,
- relacja między krzywymi: homotopia,
- relacja między liczbami całkowitymi: przystawanie (kongruencja), względna pierwszość,
- relacja między funkcjami w danym zbiorze (działaniami jednoargumentowymi): przemienność (komutacja). Macierze kwadratowe są reprezentacjami endomorfizmów, więc też mogą komutować lub nie,
- relacje między ciągami i funkcjami o wartościach rzeczywistych: bycie dokładnie tego samego rzędu, asymptotyczna równość (posiadanie tej samej granicy w nieskończoności).

Przykłady spoza matematyki:
- relacje w zbiorze nuklidów: izotopy, izobary, izotony, bycie jądrami lustrzanymi,
- izomeria molekuł,
- komplementarność nici kwasów nukleinowych (DNA i RNA),
- bycie rodzeństwem lub szerzej: krewnymi,
- bycie małżeństwem lub szerzej: spowinowaczonymi,
- konkurencja ekologiczna i ekonomiczna,
- symbioza,
- bycie miastami partnerskimi,
- stosunki dyplomatyczne.

Relacje, które nie są ani symetryczne, ani przeciwsymetryczne, ani antysymetryczne:
- bycie bratem – nie jest symetryczna dla rodzeństwa różnej płci, ale może być symetryczna dla dwóch braci. Jednocześnie symetria może zachodzić dla dwóch różnych osób.